# 平川市立猿賀小学校
平川市立猿賀小学校（ひらかわしりつ さるかしょうがっこう）は、青森県平川市猿賀にある公立小学校である。

## 概要
旧尾上町地区の西側（旧尾上町中心部を縦断している弘南鉄道弘南線よりも西側の地域）を学区としている。

### 児童数
Gaccom - 平川市立猿賀小学校の記載より（2022年現在）。
| 学年 | 1年 | 2年 | 3年 | 4年 | 5年 | 6年 | 特別支援 | 合計 |
| ---- | --- | --- | --- | --- | --- | --- | -------- | ---- |
| 学級 | 1   | 1   | 1   | 1   | 1   | 1   | 3        | 9    |
| 児童 | 29  | 24  | 20  | 28  | 23  | 24  | 9 (内数) | 148  |

## 沿革
- 1887年（明治20年）4月 - 尾上尋常小学校から分離、猿賀村の個人宅を借用し、去川尋常小学校として発足。
- 1889年（明治22年）5月 - 猿賀神社境内に新校舎移転。
- 1900年（明治33年）10月 - 校舎新築。猿賀尋常小学校と改称。
- 1910年（明治43年）9月 - 校舎改築。
- 1933年（昭和8年）11月24日 - 大字猿賀字遠林1番地に、校舎新築移転。
- 1936年（昭和11年）4月1日 - 高等科を併置し、猿賀尋常高等小学校と改称。
- 1941年（昭和16年）4月1日 - 国民学校令により、猿賀国民学校と改称。
- 1947年（昭和22年）4月1日 - 学校教育法（旧法）施行により、猿賀村立猿賀小学校と改称。同日、猿賀中学校を併設し、高等科生を中学校に移籍。
- 1950年（昭和25年）6月30日 - 猿賀中学校校舎新築落成。中学校を移転分離。
- 1955年（昭和30年）1月1日 - 猿賀村が尾上町に合併されたことにより、尾上町立猿賀小学校と改称。
- 1972年（昭和47年）4月1日 - 尾上町条例施行により、尾上町立猿賀小学校を設置[1]。
- 1974年（昭和49年）
  - 4月 - 猿賀小学校(旧校)と日沼小学校が統合し、猿賀小学校(新校)発足。
  - 6月 - 統合小学校校舎の工事が完了。
  - 7月 - プール完成。
  - 9月9日 - 創立記念日。
- 1984年（昭和59年）
  - 6月12日 - 屋根付相撲場完成。
  - 8月30日 - 校門完成。
- 1988年（昭和63年）
  - 10月13日 - 校庭全面改良整備工事完了。
  - 11月29日 - 校地境界ブロック塀工事完了。
- 1990年（平成2年）8月28日 - 校舎大規模改造工事。
- 1991年（平成3年）9月28日 - 台風19号により、校舎に大きな被害が出た。
- 2003年（平成15年）2月20日 - 大規模改造事業校舎本体改修工事完了。
- 2005年（平成17年）4月1日 - 2学期制となる。
- 2006年（平成18年）1月1日 - 市町村合併により、平川市立猿賀小学校と改称。
- 2011年（平成23年）3月 - 太陽光発電システムが完成し、稼働。
- 2012年（平成24年）11月18日 - 校舎前白樺の枝払いと障害木の伐採。
- 2013年（平成25年）6月25日 - 地下タンクFRP工事。
- 2014年（平成26年）
  - 6月5日 - 自校のプールが使用不能になったため、平川市温水プールの使用を開始。
  - 9月6日 - 統合創立40周年記念式典並びに祝賀会開催。記念誌発行。
- 2015年（平成27年）
  - 3月 - 太陽光発電設備蓄電池整備完了。
  - 8月 - 非構造部材落下防止対策完了。
- 2019年（令和元年）8月 - 新校舎完成[2]。

### 参考リンク
- 平川市の小学校 - 平川市ホームページ内

## 学区
上猿賀、西猿賀、中佐渡、長田、八幡崎、日沼、蒲田、新山、みなみの。

## 周辺
- 青森県道117号尾上日沼線[3]
- 猿賀神社[3] - 一時期、校舎を置いた期間があった。
- 盛美園[3]
- 弘南鉄道津軽尾上駅[3]

## アクセス
- 弘南鉄道弘南線津軽尾上駅から、
  - 徒歩約3.4km・約40分。
  - 車で約3km・約5分。
- 平川市役所尾上支所（旧：尾上町役場）から、車で約2.4km・約4分。
- なお、「猿賀小学校前」バス停を通る弘南バス「弘前～尾上線」は、2018年（平成30年）11月30日の運行をもって、廃止された。

## 参考資料
- 『尾上町史 通史編』（尾上町・1992年3月31日発行）664頁～667頁の「第四章 教育 第二節 学校教育 二 小学校 (一)猿賀小学校」